# Себеж
Себеж (рос. Себеж) — місто (з 1772 року) у Росії, адміністративний центр Себезького району Псковської області. Населення 6 246 людина (2021). Заснований у 1414 році.

## Географія
Місто розташоване за 189 км на південь від Пскова, між озерами Себезьким і Ороно. Себезький район межує з Латвією та Білоруссю. Відстань до Санкт-Петербурга — 450 км, до Москви — 600 км.
Себеж знаходиться в зоні помірно континентального клімату. Серед висот виділяється гора Вздихалінка, розташована за півтора кілометра від міста. У районі міста є запаси таких корисних копалин як торф, цегельні глини, будівельний пісок і піщано-гравійні матеріали. Виявлено джерела мінеральних вод і лікувальні грязі.

## Історія
Перша письмова згадка про Себеж датується 1414 роком, коли його захопив великий князь Вітовт, йдучи походом на Псков. Згідно з трактатом, між великим князем литовським Казимиром і московським князем Василієм Васильовичем Темним Велике князівство Литовське втратило свій вплив на Новгород і Псков, але Себеж зберегло за собою. У 1535 році московські війська на чолі з Василем Шуйським захопили Себежську волость. За наказом воєводи на березі Себезького озера побудували замок, який отримав назву Івангород-на-Себежі. У 1536 році місто остаточно потрапило під владу Москви.
За Деулінським перемир'ям (1618) Себеж повернувся до Великого князівства Литовського. Станом на 1619 рік, відповідно до інвентарю, тут було 9 вулиць, 6 церков і монастир. 22 березня 1623 король польський і великий князь литовський Сигізмунд ІІІ Ваза надав місту магдебурзьке право і герб: «в блакитному полі фігура Самсона, який бореться з левом». З початком Тринадцятирічної війни в 1654 московські війська знову захопили Себеж, але в 1661 місцеві жителі передали місто армії Великого князівства Литовського. Згідно з договором 1676 року Себеж повернувся до складу Речі Посполитої. В кіні XVII ст. тут було 300 будинків.
Під час Північної війни (1700—1721) двічі в 1705 і 1707 роках Себеж займали російські війська Петра I. Станом на 1755 рік у місті налічував 150 будівель.
В результаті першого поділу Речі Посполитої (1772) Себеж разом з більшою частиною Полоцького воєводства був захоплений Російською імперією, та став повітовим центром, з 1796 Білоруської, а з 1802 Вітебської губернії. На поч. XIX ст. тут існувало 5 державних будинків (з яких один був кам'яний), приватних — 202 (3 кам'яні), магазинів — 2, стільки ж церков і костел. У травні 1885 року в місті трапилася страшна пожежа, яка знищила близько 600 будинків.
25 березня 1918 року Себеж увійшов до складу новоствореної Білоруської Народної Республіки. 1 січня 1919 відповідно до постанови з'їзду КП(б) Білорусії він увійшов до складу Білоруської РСР, де став центром повіту («підрайону») Вітебського району. Однак 16 січня того ж року Себеж разом з іншими етнічно білоруськими територіями передали до складу РСФСР. 1924 року місто увійшло в склад Псковській губернії (з 1957 в Псковській області). У 1926 білоруські більшовики просили повернути Себеж до складу БССР, проте Москва не задовольнила це прохання. У роки Другої світової війни з 9 липня 1941 до 17 липня 1944 місто перебувало під німецькою окупацією.
Після розпаду Радянського Союзу у 1991 році стало частиною новоутвореної Російської Федерації.

## Населення
1780 року в місті проживало 418 чоловік, з них 361 християн і 57 юдеїв. В 1799 році населення міста збільшилось до 1711 чол. У 1894 р. в місті було вже 4344 жителя, з них 2089 чоловіків і 2255 жінок. Більшість населення (61 %) становили юдеї, також проживали православні (25 %) і католики (11 %). За даними перепису населення 1897 р. серед християнського населення міста 988 чоловік були білорусами, 618 — росіянами і 122 поляками.
Після закінчення Другої світової війни у місті почали переважати росіяни, інші етноси були виселені або асимільовані ними. Однак все ж дещо підвищеною була частка українців, білорусів та латишів.
Найбільшу чисельність населення за свою історію Себеж мав у 1979 р. — 10 501 людина, після чого кількість жителів пішла на спад. За даними на 1 січня 2018 р. у місті проживала лише 5401 особа.

## Економіка
Провідними напрямками господарства Себежа є виробництво будівельних матеріалів, підприємства лісової, легкої та харчової промисловості.

## Персоналії
- Гердт Зиновій Юхимович (1916—1996) — радянський і російський актор театру і кіно.